# Dudley Buck

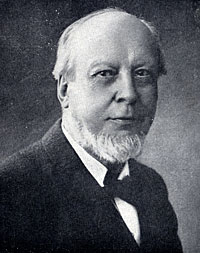
Dudley Buck

Dudley Buck (* 10. März 1839 in Hartford (Connecticut); † 6. Oktober 1909) war ein US-amerikanischer Komponist und Organist.
Eines seiner bekanntesten Orgelwerke sind die Konzertvariationen über The Star-Spangled Banner, Opus 28. Dieses wurde später auch in einer Orchesterversion veröffentlicht.
Er veröffentlichte mehrere Bücher. Zu seinen wichtigsten Werken zählen Dictionary of Musical Terms und Influence of the Organ in History, welche im Jahre 1882 in New York veröffentlicht wurden.

## Leben und Karriere
Buck war der Sohn eines amerikanischen Kaufmanns. Er besaß keine musikalische Vorbildung, als er anfing, Klavier zu lernen. Nachdem er das Trinity College absolviert hatte (1858–1860), studierte er 18 Monate lang in Leipzig an dem berühmten Leipziger Konservatorium bei Louis Plaidy (1810–1874) und Ignaz Moscheles Klavier sowie bei Moritz Hauptmann und Ernst Friedrich Richter Musiktheorie und Komposition. Des Weiteren nahm er Unterricht bei Julius Rietz in Orchestrierung. Weitere Studien führten ihn nach Dresden und Leipzig. Dort erhielt er Orgelunterricht bei Johann Gottlob Schneider. Schneider war ein Schüler von Johann Christian Kittel, der wiederum zu den letzten Studenten Johann Sebastian Bachs zählt. Im Jahre 1861 besuchte Buck Frankreich. Hier absolvierte er nicht nur Orgelstudien, sondern verbrachte viel Zeit bei Orgelbauern und brachte viel Wissen rund um den Orgelbau nach Amerika mit.
Bucks zählte mit John Knowles Paine zu den ersten gründlich ausgebildeten Organisten, die die USA hervorgebracht haben. Wenig später ging er nach Amerika zurück. In Amerika war die Orgellandschaft stark angewachsen und schnell etablierte sich der Trend zu großem, lautem und bombastischem Spiel. So wurden verstärkt Orchestertranskriptionen auf der Orgel interpretiert. Trotz dieser Tendenz nahm Buck in nahezu jedes Konzert mindestens eine Komposition von Bach oder ein anderes klassisches Werk wie z. B. eine Mendelssohn-Sonate auf.
Buck erhielt eine Stelle als Organist an der North Congregational Church in Hartford. Drei Jahre später heiratete er Mary Elizabeth von Wagner. Ihrer Ehe entsprangen zwei Söhne und eine Tochter. 1865 komponierte er eine große Orgelsonate, sein Opus 22. Er war damit der erste amerikanische Komponist, der eine umfangreiche Sonate für Orgel schrieb.
Nach dem Tod seines Vaters verließ Buck seine Stelle und ging nach Chicago. Dort wurde 1869 zum Organisten der Saint Episcopal Church berufen. In einer angrenzenden Konzerthalle mit einer großen Johnson-Orgel gab er regelmäßig Konzerte. In den nächsten drei Jahren bildete er dort die besten Konterorganisten des Landes aus. Er hat somit für die amerikanische Orgellandschaft mehr getan als irgendeine andere Persönlichkeit.
Im Jahre 1871 ereignete sich der große Brand von Chicago. Dieser vernichtete sein Zuhause, seine Kirche, die Konzerthalle und alle seine Besitztümer. Daher wechselte er nach Boston, wo er Organist der Saint Pauls Church (heute Episcopal Cathedral) und zeitgleich Lehrer am New England Conservatory of Music wurde. Dort unterrichtete er Orgel, Klavier und Harmonielehre.
1872 wurde er in die Boston Music Hall Association berufen und gab fortan jede Woche drei Orgelkonzerte, die jeweils eine Stunde dauerten.
Im Jahre 1875 wurde Buck nach New York berufen und erhielt die Assistenzstelle von Theodore Thomas als Orchesterleiter. Von 1877 bis 1902 war er als Organist der Holy Trinity Church in Brooklyn tätig. Während dieser Zeit hat er sich einen beachtlichen Ruf als Komponist erarbeitet. Seine Kompositionen umfassen kirchenmusikalische Werke, mehrere Kantaten (u. a. Columbus (1876), Golden Legend (1880), The Light of Asia (1886)), eine bisher nicht aufgeführte Oper mit dem Titel Serapis, eine symphonische Ouvertüre sowie eine Symphonie in Es-Dur und andere Orchester- und Vokalwerke.
Buck war Mitbegründer der American Guild of Organists, deren erster Präsident er auch war (1896–1899). Die AGO ist weltweit die größte Vereinigung von Organisten und Ablegern (so genannten Chapters) in der ganzen Welt. 1898 wurde er in die American Academy of Arts and Letters gewählt.
Buck bildete viele Musiker aus, die hinterher namhafte Positionen einnahmen. Zu seinen Schülern zählten u. a. Paul Ambrose, William Howland, Daniel Protheroe, Harry Rowe Shelley, James Francis Cooke, und Charles Sanford Skilton.